# Seznam vrcholů v Kysuckých Beskydech

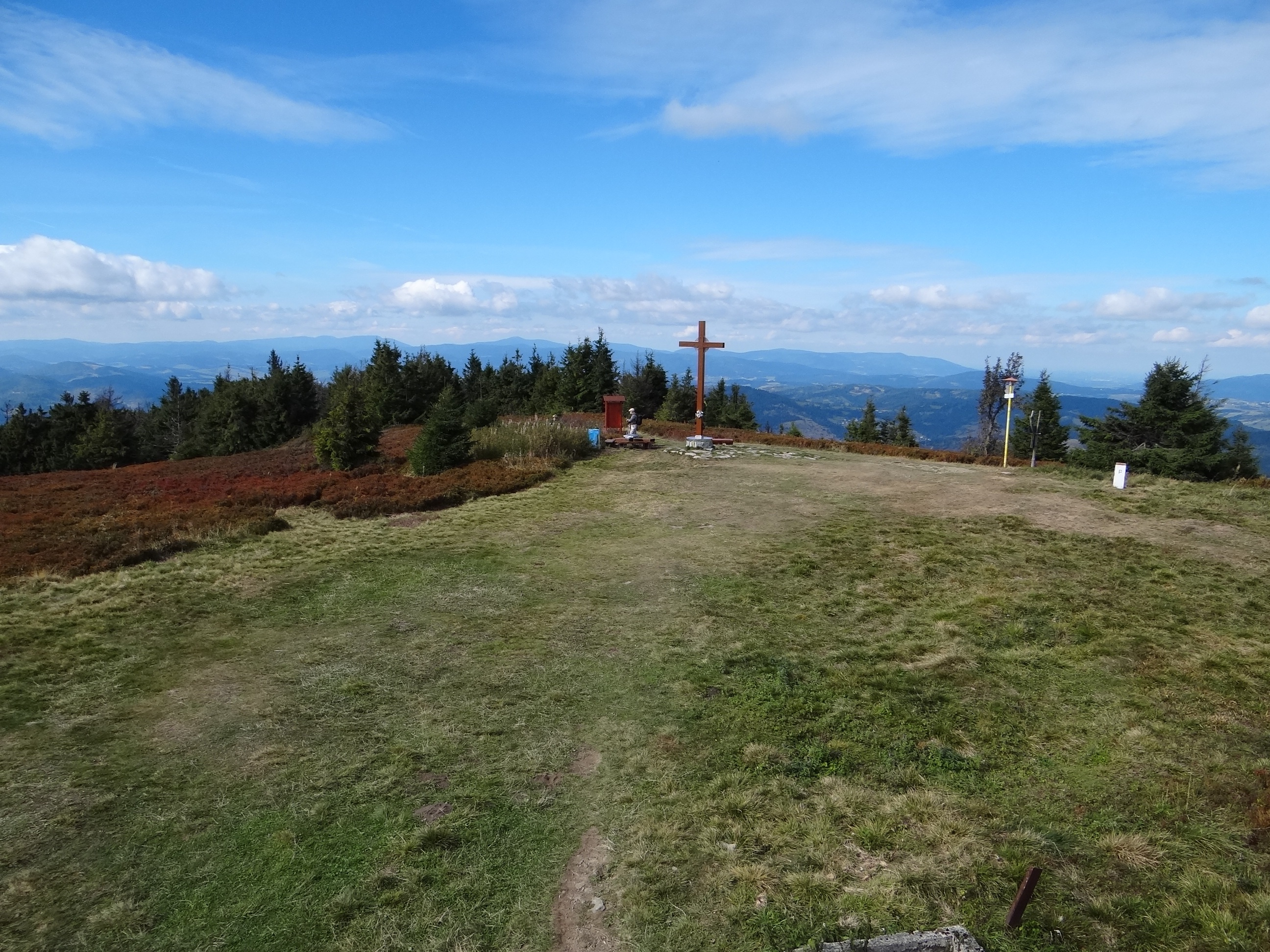
Veľká Rača (1236 m)

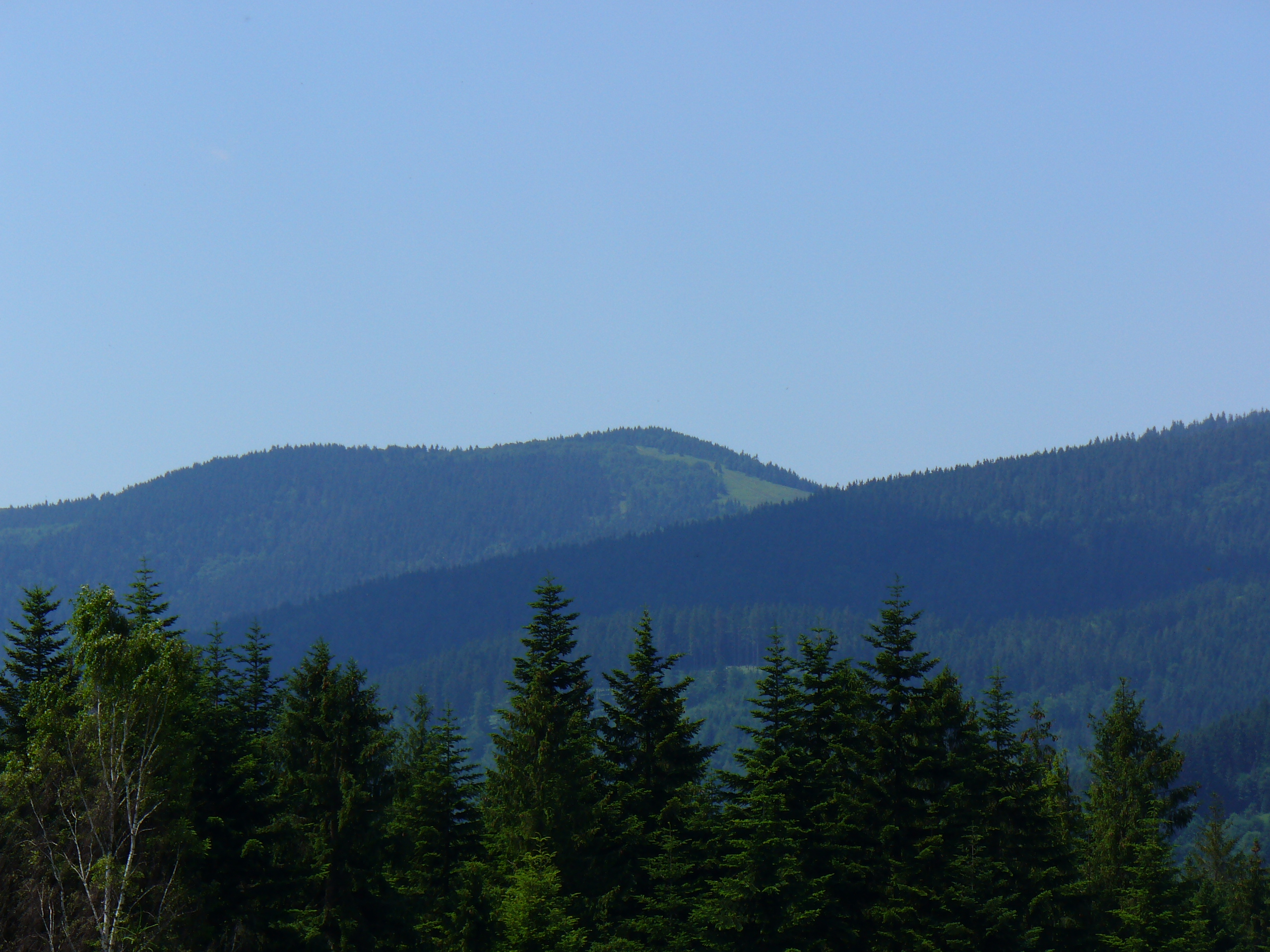
Rycierova hora (1225 m)

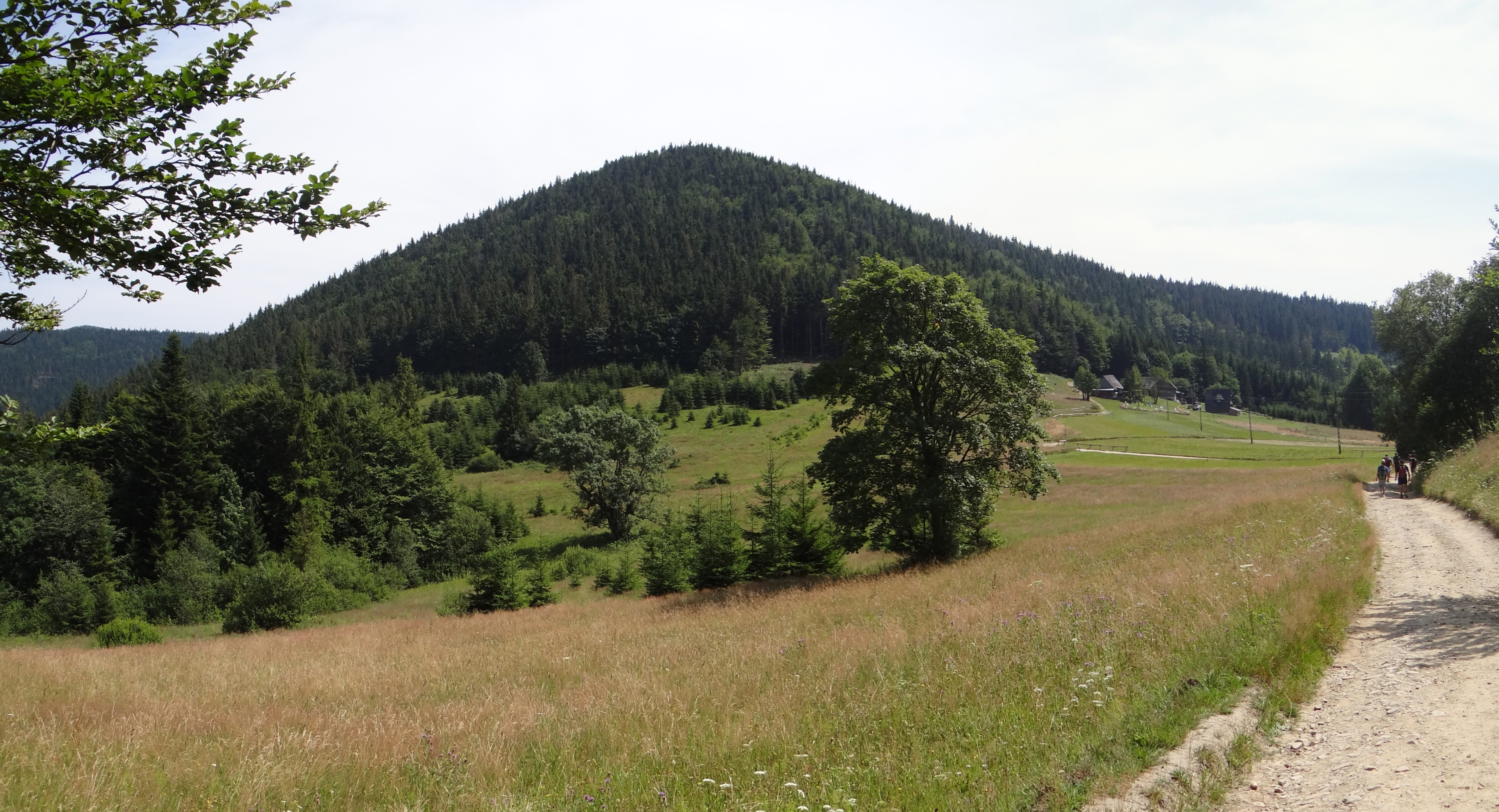
Priehybok (1128 m)

Seznam vrcholů v Kysuckých Beskydech zahrnuje pojmenované vrcholy s nadmořskou výškou nad 1000 m. K sestavení seznamu bylo použito map dostupných na stránkách hiking.sk. Jako hranice pohoří byla uvažována hranice stejnojmenného geomorfologického celku.

## Seznam vrcholů
| #   | Vrchol           | Výška (m) | Souřadnice                       | Přístup                                                                        |
| --- | ---------------- | --------- | -------------------------------- | ------------------------------------------------------------------------------ |
| 1.  | Velká Rača       | 1236      | 49°24′48″ s. š., 18°58′08″ v. d. | červená turistická značka · zelená turistická značka · žlutá turistická značka |
| 2.  | Rycierova hora   | 1225      | 49°24′57″ s. š., 19°05′30″ v. d. | červená turistická značka · modrá turistická značka                            |
| 3.  | Javorina         | 1172      | 49°23′45″ s. š., 19°02′07″ v. d. | červená turistická značka                                                      |
| 4.  | Malá Rača        | 1152      | 49°24′08″ s. š., 18°58′16″ v. d. | červená turistická značka · zelená turistická značka                           |
| 5.  | Bugaj            | 1140      | 49°23′47″ s. š., 19°00′53″ v. d. | červená turistická značka                                                      |
| 6.  | Májov            | 1134      | 49°24′39″ s. š., 19°04′17″ v. d. | neznačeno                                                                      |
| 7.  | Veľká Červenková | 1131      | 49°23′45″ s. š., 19°00′17″ v. d. | červená turistická značka                                                      |
| 8.  | Priehybok        | 1128      | 49°24′54″ s. š., 19°03′16″ v. d. | červená turistická značka · modrá turistická značka                            |
| 9.  | Orol             | 1118      | 49°23′43″ s. š., 18°58′47″ v. d. | červená turistická značka                                                      |
| 10. | Javorina         | 1117      | 49°23′08″ s. š., 19°00′45″ v. d. | neznačeno                                                                      |
| 11. | Kykula           | 1105      | 49°24′17″ s. š., 19°02′40″ v. d. | červená turistická značka                                                      |
| 12. | Majcherová       | 1105      | 49°25′04″ s. š., 19°04′22″ v. d. | červená turistická značka · modrá turistická značka                            |
| 13. | Kykula           | 1087      | 49°27′17″ s. š., 18°57′39″ v. d. | červená turistická značka · zelená turistická značka · žlutá turistická značka |
| 14. | Magura           | 1073      | 49°27′10″ s. š., 18°58′23″ v. d. | červená turistická značka                                                      |
| 15. | Kýčerka          | 1050      | 49°23′20″ s. š., 19°02′22″ v. d. | neznačeno                                                                      |
| 16. | Veľký Príslop    | 1044      | 49°25′49″ s. š., 18°59′20″ v. d. | červená turistická značka                                                      |
| 17. | Uplaz            | 1042      | 49°25′17″ s. š., 18°59′11″ v. d. | červená turistická značka · žlutá turistická značka                            |
| 18. | Kýčera           | 1005      | 49°22′52″ s. š., 18°58′17″ v. d. | modrá turistická značka · zelená turistická značka                             |